# Alberta-Saskatchewan Highway 17
De Alberta Highway 17 of Saskatchewan Highway 17 is een weg op de grens van de Canadese provincies Alberta en Saskatchewan. De weg loopt van Macklin via Lloydminster naar Onion Lake en is 159 kilometer lang. 
Doordat de weg op de grens van Alberta en Saskatchewan loopt is de weg een condominium van de provincies. Beide provincies onderhouden de weg samen en het nummer is opgenomen in beide wegnummeringssystemen.
1 
· 2 
· 3 
· 4 
· 5 
· 6 
· 7 
· 8 
· 9 
· 10 
· 11 
· 12 
· 13 
· 14 
· 15 
· 16 
· 16A 
· 16B 
· 17 
· 18 
· 19 
· 20 
· 21 
· 22 
· 23 
· 24 
· 25 
· 26 
· 27 
· 28 
· 29 
· 30 
· 31 
· 32 
· 33 
· 34 
· 35 
· 36 
· 37 
· 38 
· 39 
· 40 
· 41 
· 41A 
· 42 
· 43 
· 44 
· 45 
· 46 
· 47 
· 48 
· 49 
· 51 
· 52 
· 54 
· 55 
· 56 
· 57 
· 58 
· 60 
· 80 
· 99 
· 102 
· 106 
· 120 
· 123 
· 135 
· 155 
· 165 
· 167
201 
· 202 
· 209 
· 210 
· 211 
· 212 
· 219 
· 220 
· 221 
· 224 
· 225 
· 229 
· 240 
· 247 
· 255 
· 263 
· 264 
· 265 
· 271 
· 301 
· 302 
· 303 
· 304 
· 305 
· 306 
· 307 
· 308 
· 309 
· 310 
· 312 
· 316 
· 317 
· 318 
· 320 
· 321 
· 322 
· 324 
· 332 
· 334 
· 335 
· 339 
· 340 
· 342 
· 343 
· 349 
· 350 
· 354 
· 355 
· 357 
· 358 
· 361 
· 362 
· 363 
· 364 
· 365 
· 367 
· 368 
· 369 
· 371 
· 373 
· 374 
· 375 
· 376 
· 377 
· 378 
· 379 
· 381 
· 394 
· 396 
· 397
600 
· 601 
· 603 
· 604 
· 605 
· 606 
· 610 
· 611 
· 612 
· 614 
· 615 
· 616 
· 617 
· 619 
· 620 
· 621 
· 623 
· 624 
· 627 
· 628 
· 630 
· 631 
· 633 
· 635 
· 637 
· 638 
· 639 
· 640 
· 641 
· 642 
· 643 
· 644 
· 645 
· 646 
· 647 
· 649 
· 650 
· 651 
· 653 
· 654 
· 655 
· 656 
· 657 
· 658 
· 659 
· 660 
· 661 
· 662 
· 663 
· 664 
· 665 
· 667 
· 668 
· 669 
· 670 
· 671 
· 672 
· 673 
· 674 
· 675 
· 676 
· 677 
· 678 
· 679 
· 680 
· 681 
· 682 
· 683 
· 684 
· 685 
· 686 
· 687 
· 689 
· 690 
· 691 
· 692 
· 693 
· 694 
· 695 
· 696 
· 697 
· 698 
· 699 
· 702 
· 703 
· 704 
· 705 
· 707 
· 709 
· 711 
· 715 
· 716 
· 717 
· 718 
· 720 
· 721 
· 722 
· 724 
· 725 
· 726 
· 727 
· 728 
· 730 
· 731 
· 732 
· 733 
· 734 
· 735 
· 737 
· 738 
· 741 
· 743 
· 745 
· 747 
· 749 
· 751 
· 752 
· 753 
· 754 
· 755 
· 756 
· 758 
· 761 
· 762 
· 763 
· 764 
· 766 
· 767 
· 768 
· 771 
· 772 
· 773 
· 776 
· 777 
· 778 
· 780 
· 781 
· 782 
· 783 
· 784 
· 785 
· 786 
· 787 
· 788 
· 789 
· 790 
· 791 
· 792 
· 793 
· 794 
· 795 
· 796 
· 797 
· 798 
· 799 
· 903 
· 904 
· 905 
· 908 
· 909 
· 910 
· 911 
· 912 
· 913 
· 914 
· 915 
· 916 
· 917 
· 918 
· 919 
· 920 
· 921 
· 922 
· 923 
· 924 
· 925 
· 926 
· 927 
· 928 
· 929 
· 930 
· 931 
· 932 
· 933 
· 934 
· 935 
· 936 
· 937 
· 938 
· 939 
· 940 
· 941 
· 942 
· 943 
· 945 
· 946 
· 950 
· 951 
· 952 
· 953 
· 954 
· 955 
· 956 
· 962 
· 963 
· 964 
· 965 
· 966 
· 967 
· 968 
· 969 
· 970 
· 980 
· 981 
· 982 
· 983 
· 984 
· 994 
· 995 
· 999